# 纳夫帕克蒂亚
纳夫帕克蒂亚（希臘語：Ναυπακτία）是希腊西希腊大区埃托洛阿卡纳尼亚专区的市镇，行政中心为纳夫帕克托斯镇。市镇面积为876.2平方公里，2021年人口数量为25,065人。
此市镇设立于2011年地方政府改革中，由原6个市镇合并而成，原市镇则成为新市镇的6个市区。